# 迎宾大道街道
迎宾大道街道，是中华人民共和国新疆维吾尔自治区喀什地区喀什市下辖的一个街道办事处。
2016年1月9日，新疆维吾尔自治区人民政府批复同意喀什市分别从现乃则尔巴格镇、荒地乡、恰萨街道办事处和亚瓦格街道办事处划入部分区域，设立迎宾大道街道办事处，街道办事处驻迎宾大道526号（原乃则尔巴格镇文化中心活动室）。

## 行政区划
下辖以下地区：
英努尔社区、天山西路社区、九盘水磨社区、阿瓦提路社区、机场路社区、科创社区和火车站社区。